# Blanco de urinario

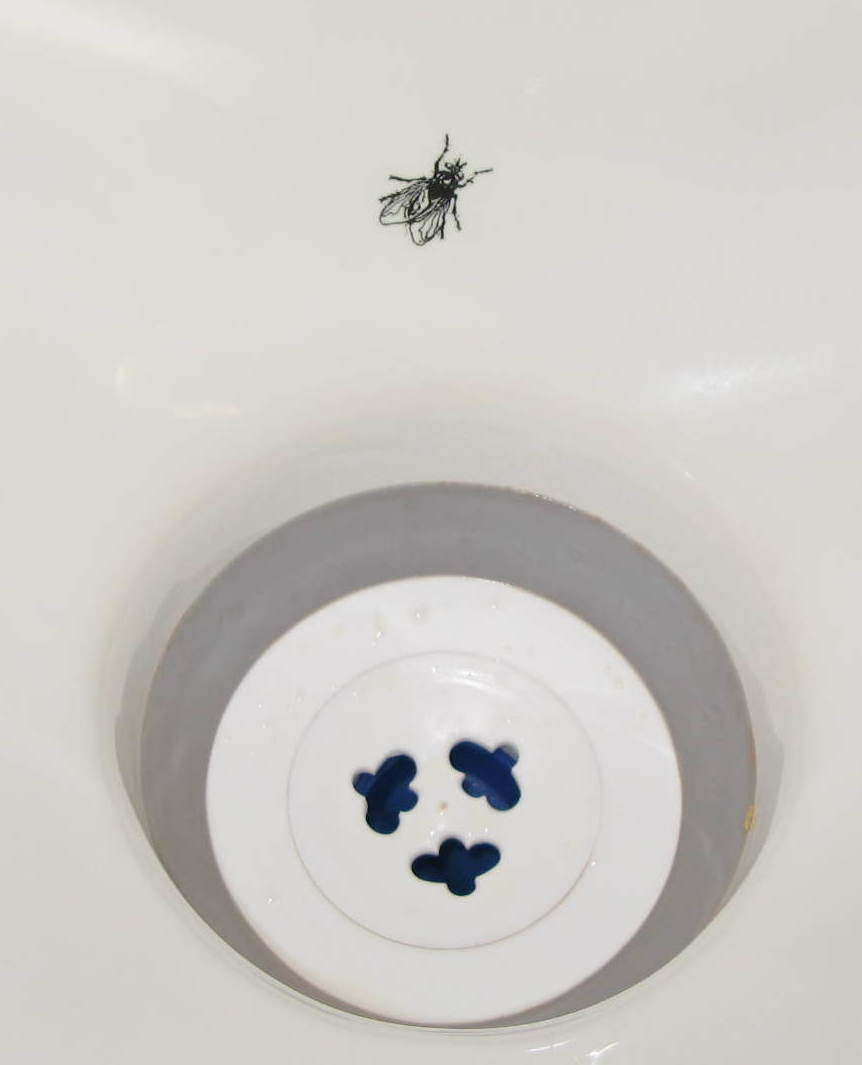
Una mosca urinario en Suiza.

Un blanco de urinario, a veces conocido por los tipos específicos de mosca de urinario o abeja de urinario, es una imagen o marca colocada dentro de un urinario para alentar a los usuarios a apuntar a un lugar en particular para evitar desorden y reducir los costos de limpieza.

## Historia
En la Gran Bretaña de fines del siglo XIX, la gente ponía imágenes de abejas en los urinarios y baños. Sirvieron como objetivo, pero también como una broma sobre la pronunciación del género de la abeja, Apis. El ingeniero y empresario Thomas Crapper incluso colocó una imagen de una abeja en los inodoros que producía su empresa, debajo del agua. En 1954, un inventor patentó un artilugio de hélice suspendido sobre un inodoro, unido desde el exterior. En 1976, un dentista de Nueva Jersey patentó una calcomanía de diana, citando cómo «los padres, los conserjes y otros responsables de esta limpieza a menudo se han desesperado por el descuido masculino humano de no dirigir la orina a los recipientes adecuados».
A principios de la década de 1990, el aeropuerto de Ámsterdam-Schiphol introdujo imágenes de moscas en los urinarios de los baños de hombres en un esfuerzo por reducir el «derrame» o la cantidad de orina que se derrama en el piso y luego debe limpiarse. Aunque a veces se atribuye a Aad Kieboom, un gerente del aeropuerto, según Kieboom, fue el gerente del departamento de limpieza, Jos van Bedaf, quien tuvo la idea. Van Bedaf recordó, durante su tiempo como soldado en la década de 1960, que alguien había dibujado un punto en uno de los urinarios y que la letrina con ese urinario estaba más limpia que otras. Sugirió una mosca porque, dijo, es el animal sobre el que más le gustaría a la gente orinar. Las moscas connotan condiciones insalubres y son muy desagradables sin ser aterradoras como otros insectos desagradables.
Se han instalado en urinarios en aeropuertos, estadios y escuelas en muchos lugares del mundo.

## Funcionalidad

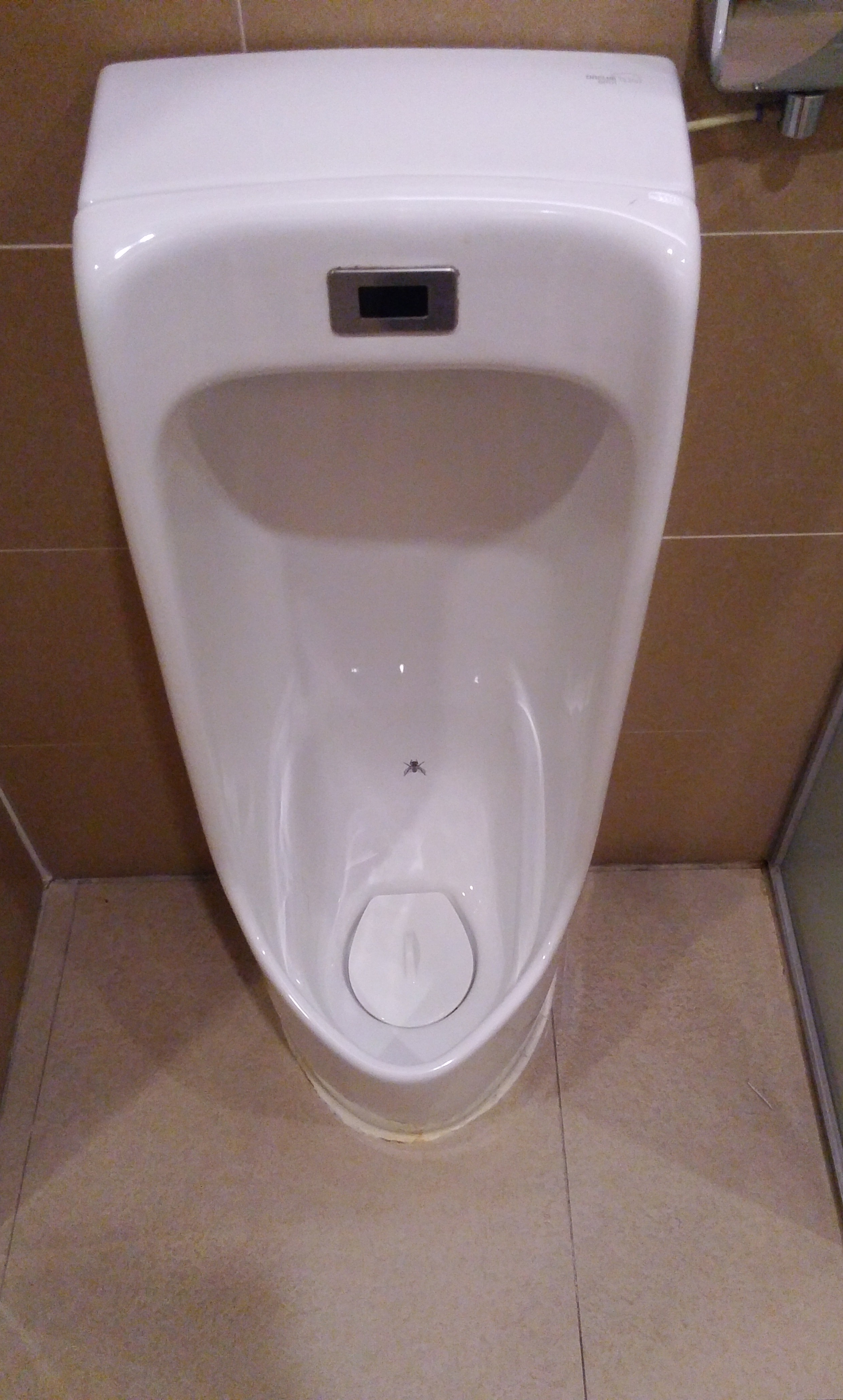
Una mosca urinaria en Corea del Sur.

El diseño de los urinarios a menudo enfrenta problemas de limpieza, cambiando su estructura o agregando elementos como pantallas para evitar derrames o salpicaduras. Los objetivos son una de esas intervenciones para lograr que los usuarios dirijan un chorro de orina a una ubicación ideal. Mientras que las moscas en los urinarios del aeropuerto de Schiphol están grabadas, también pueden hornearse en la porcelana o pegarse después como una pegatina. Una forma de adhesivo es sensible a la temperatura y la mosca desaparece cuando se aplica calor.
Si bien las moscas y las abejas son bien conocidas, los objetivos también pueden tomar la forma de palabras escritas, un punto, una bandera o un árbol. Algunos urinarios de la Universidad de Louisville usan un logotipo del rival de la escuela, la Universidad de Kentucky. En Islandia, algunos urinarios mostraban fotografías de banqueros durante la crisis financiera de 2008-2011. Los objetivos también pueden ser objetos como un trozo de madera o un cereal Cheerio.
Los empleados del aeropuerto de Schiphol realizaron pruebas para comprobar la eficacia de sus imágenes grabadas de moscas. El resultado fue una reducción del 80 % en los derrames, reduciendo los costos de limpieza en aproximadamente un 8 %.
Richard Thaler y Cass Sunstein incluyeron objetivos de urinarios como un ejemplo de lo que ellos llaman «empujoncito» en su libro de 2008 Pequeño empujón. De acuerdo con la teoría del empujoncito, el refuerzo positivo y las sugerencias indirectas pueden influir en el comportamiento y la toma de decisiones de grupos o individuos de manera predecible, sin usar reglas rígidas. Thaler, un economista del comportamiento, lo llamó su ejemplo favorito de un empujón. Thaler y Sunstein escribieron que «Parece que los hombres generalmente no prestan mucha atención a dónde apuntan, lo que puede crear un poco de desorden, pero si ven un objetivo, la atención y, por lo tanto, la precisión aumentan mucho».